# فهرست وابسته‌های دیپلماتیک کلمبیا

نقشه کشورهای دربردارنده سفارت کلمبیا

فهرست سفارت‌های کلمبیا، فهرستی از مراکز سفارتخانه و کنسولگری کشور کلمبیا در سراسر جهان است.

## آفریقا

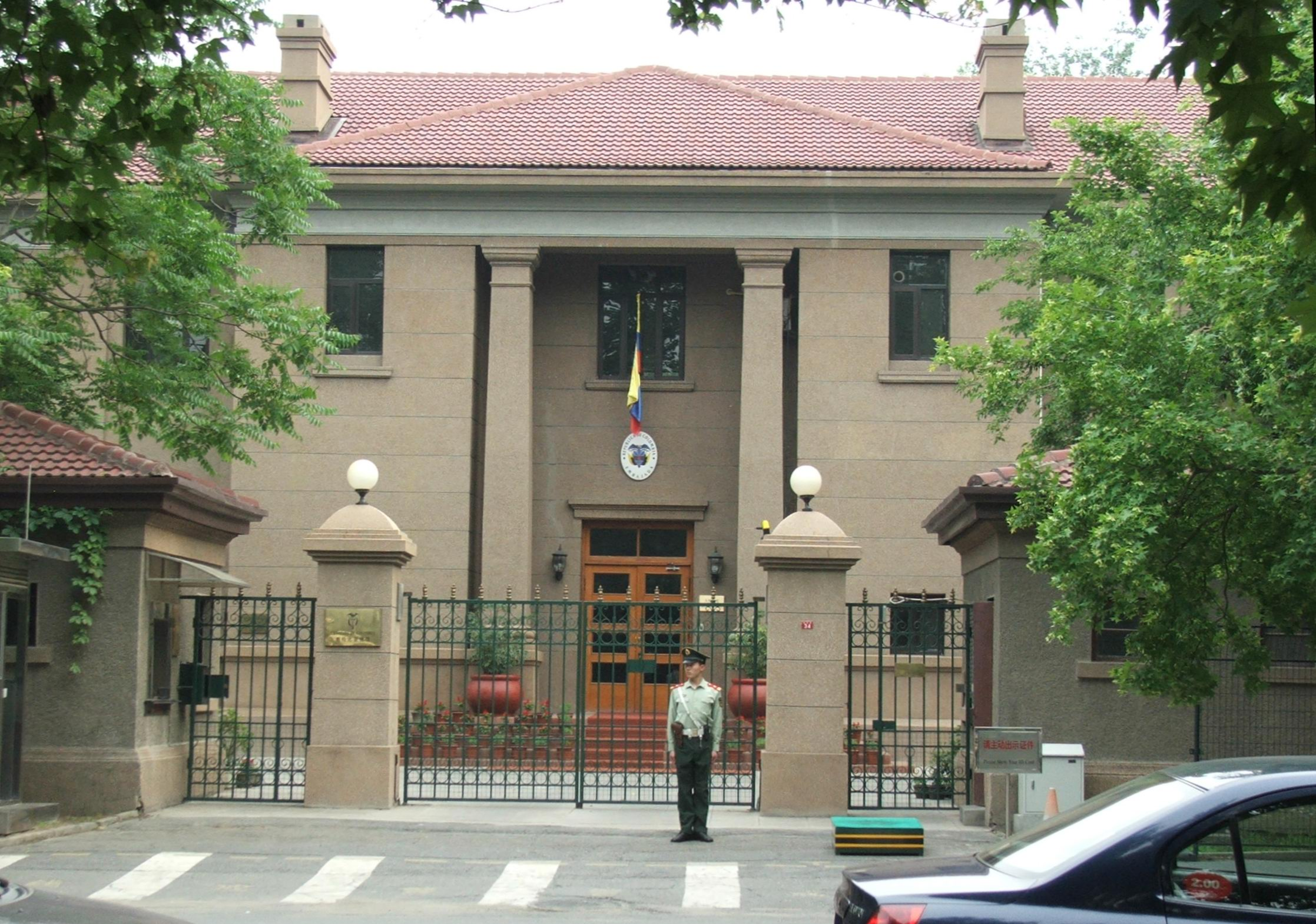
سفارت کلمبیا در پکن

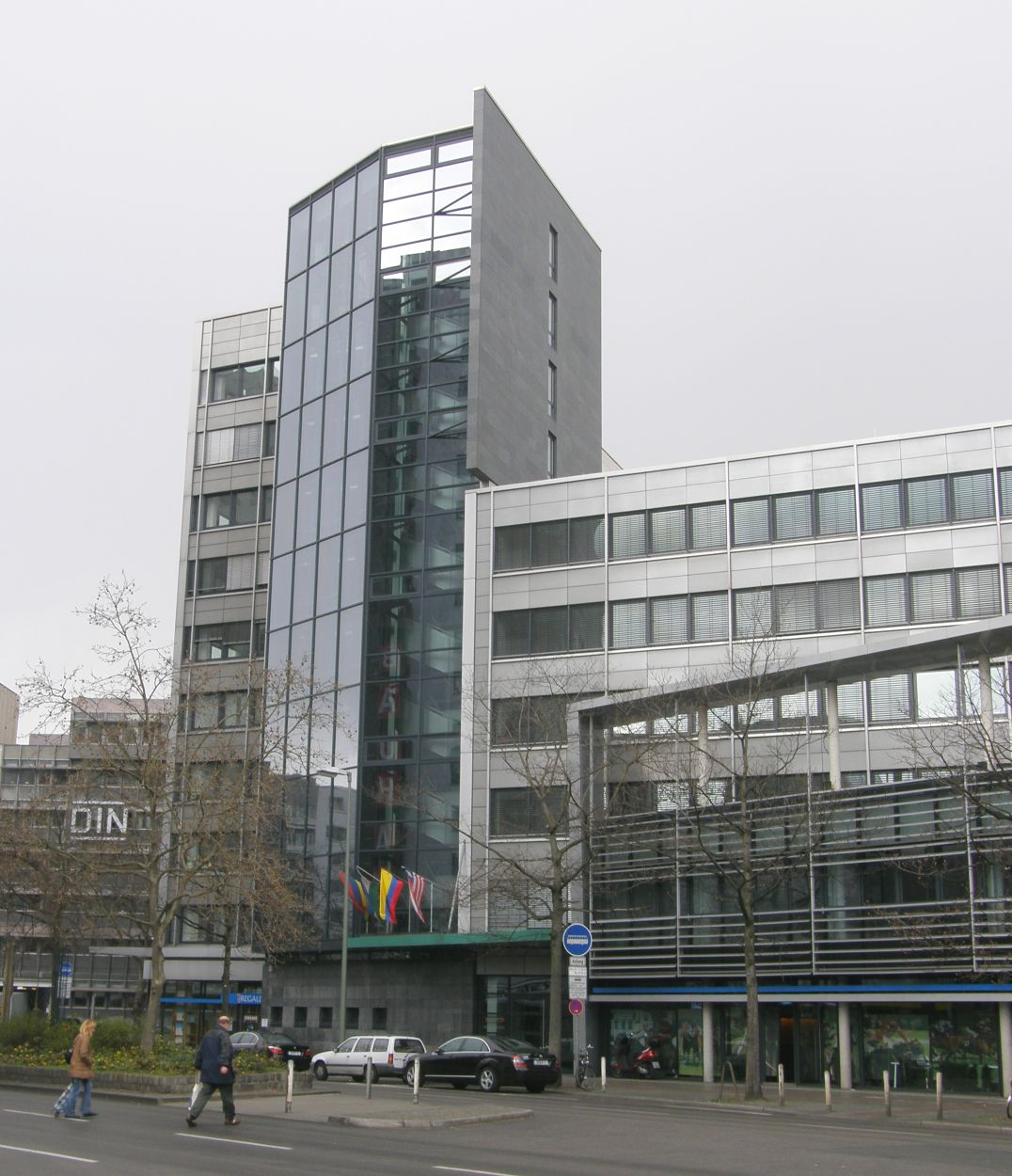
سفارت کلمبیا در برلین

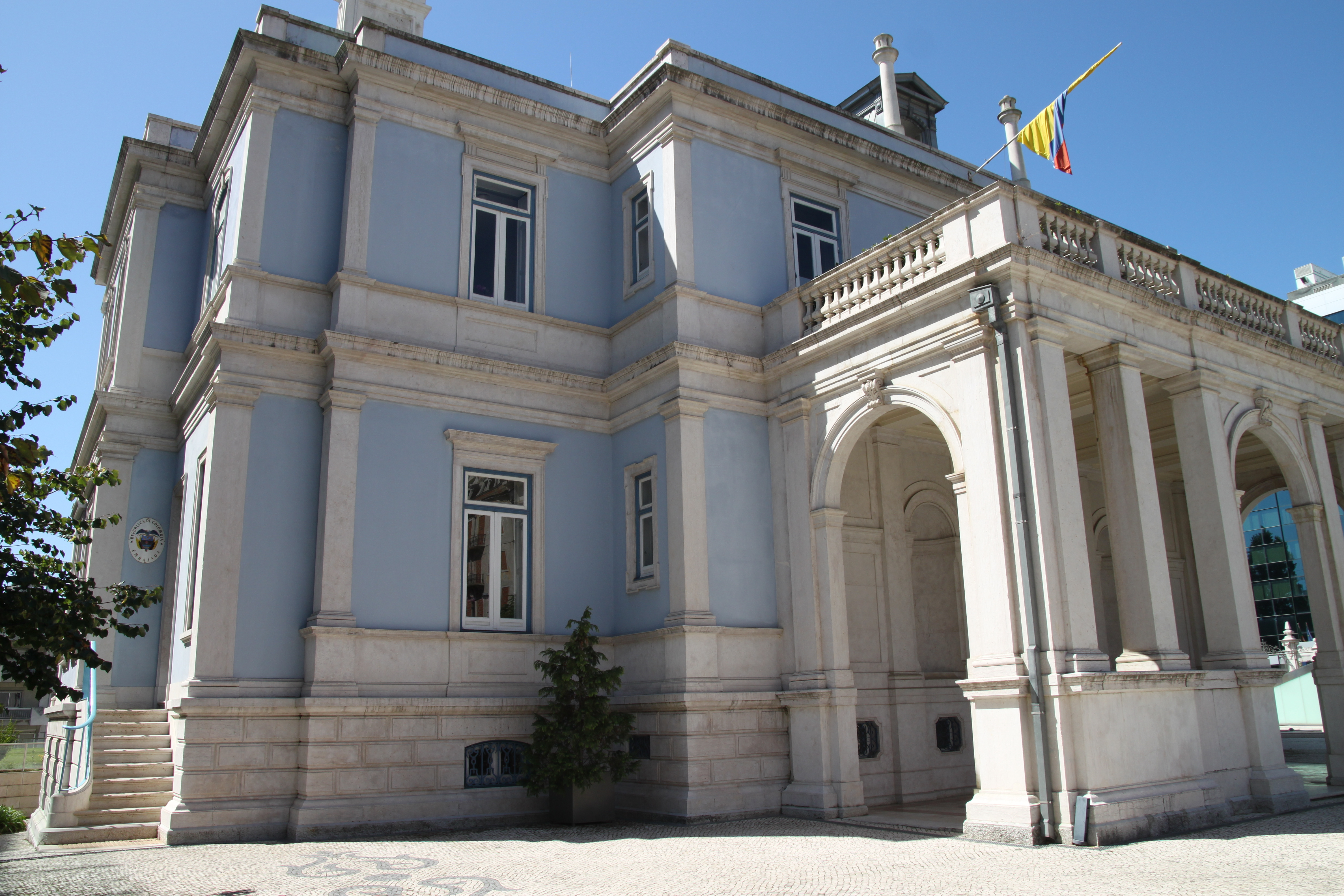
سفارت کلمبیا در لیسبون

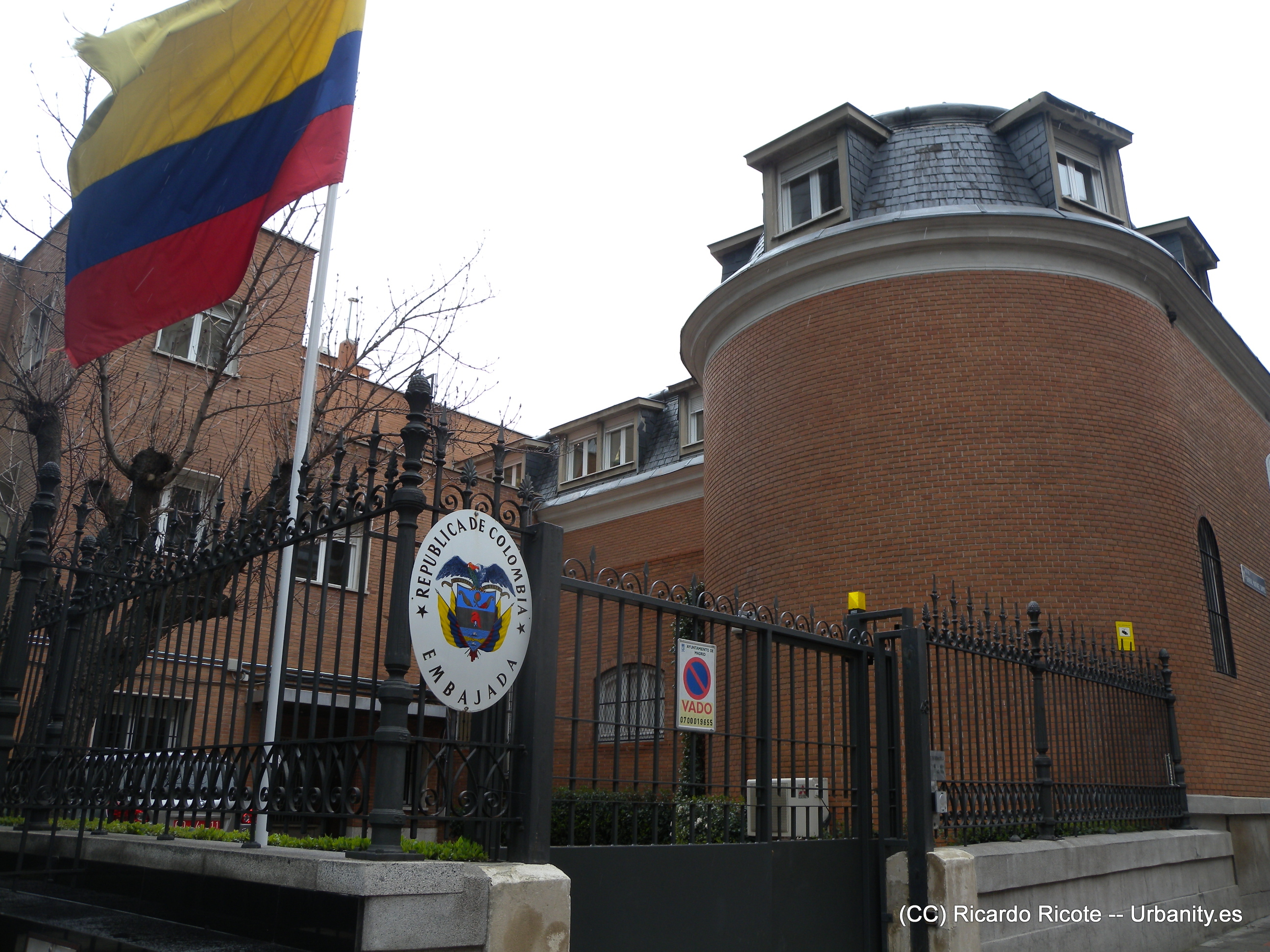
سفارت کلمبیا در مادرید

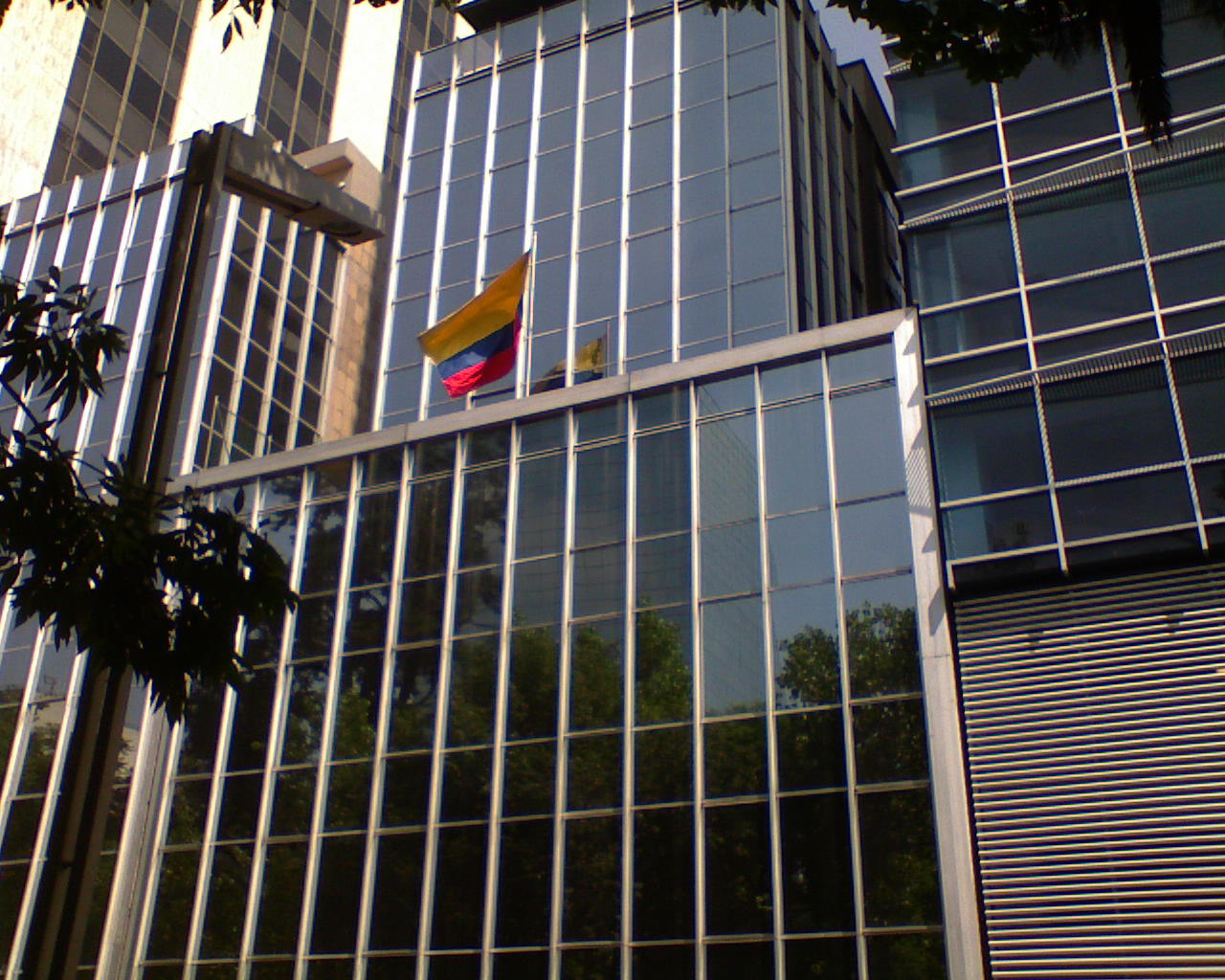
سفارت کلمبیا در مکزیکوسیتی

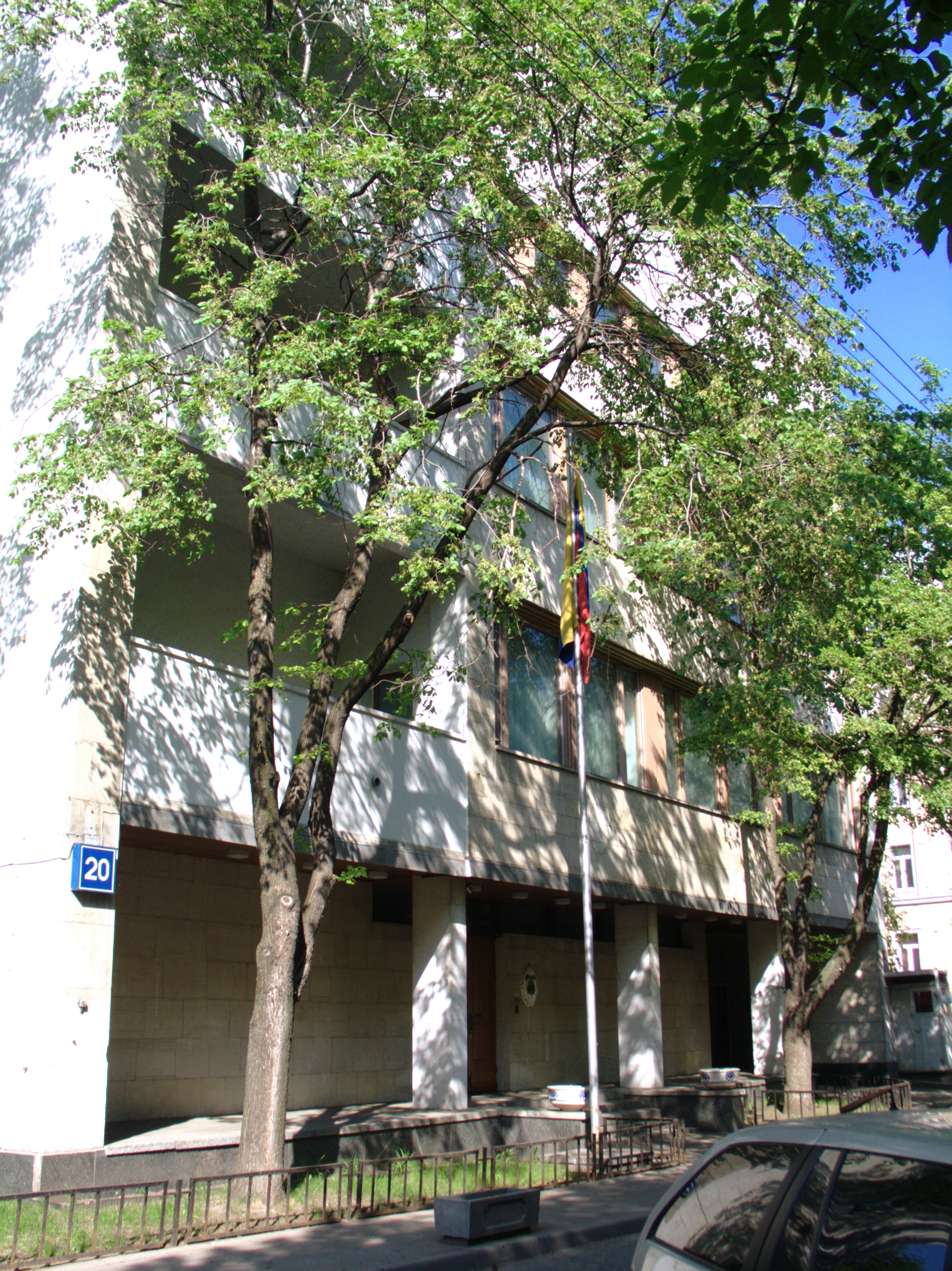
سفارت کلمبیا در مسکو

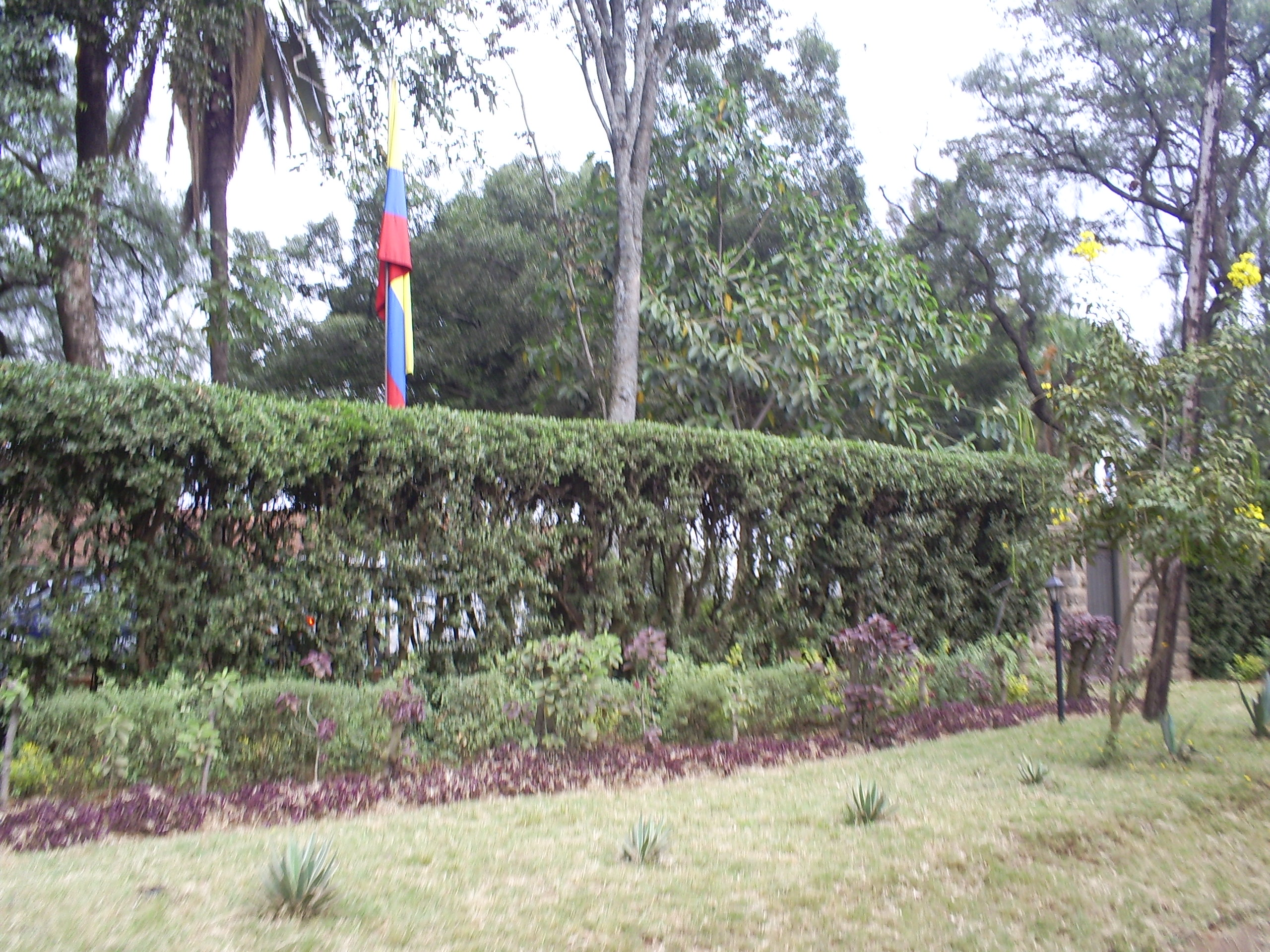
سفارت کلمبیا در نایروبی

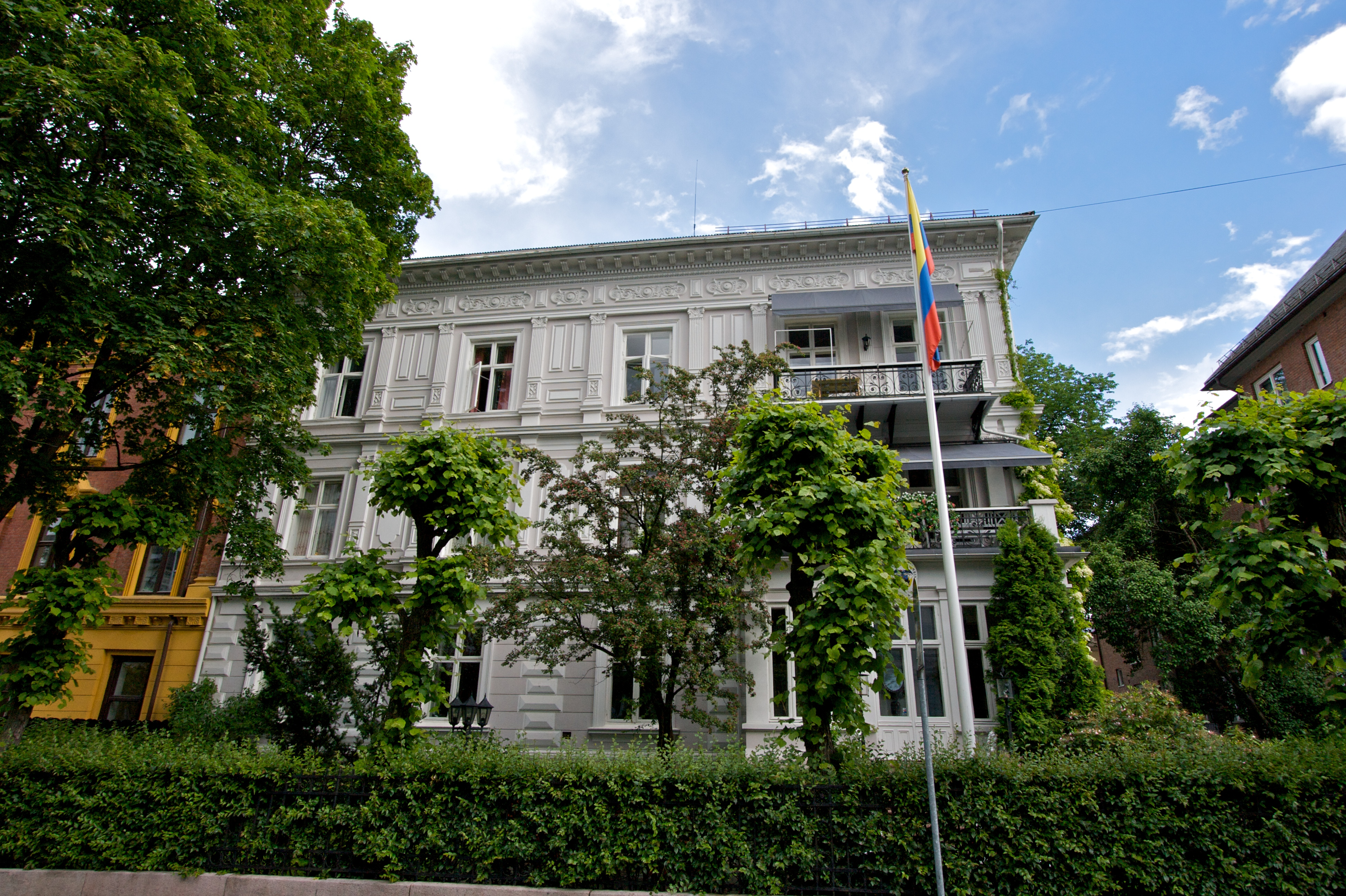
سفارت کلمبیا در اسلو

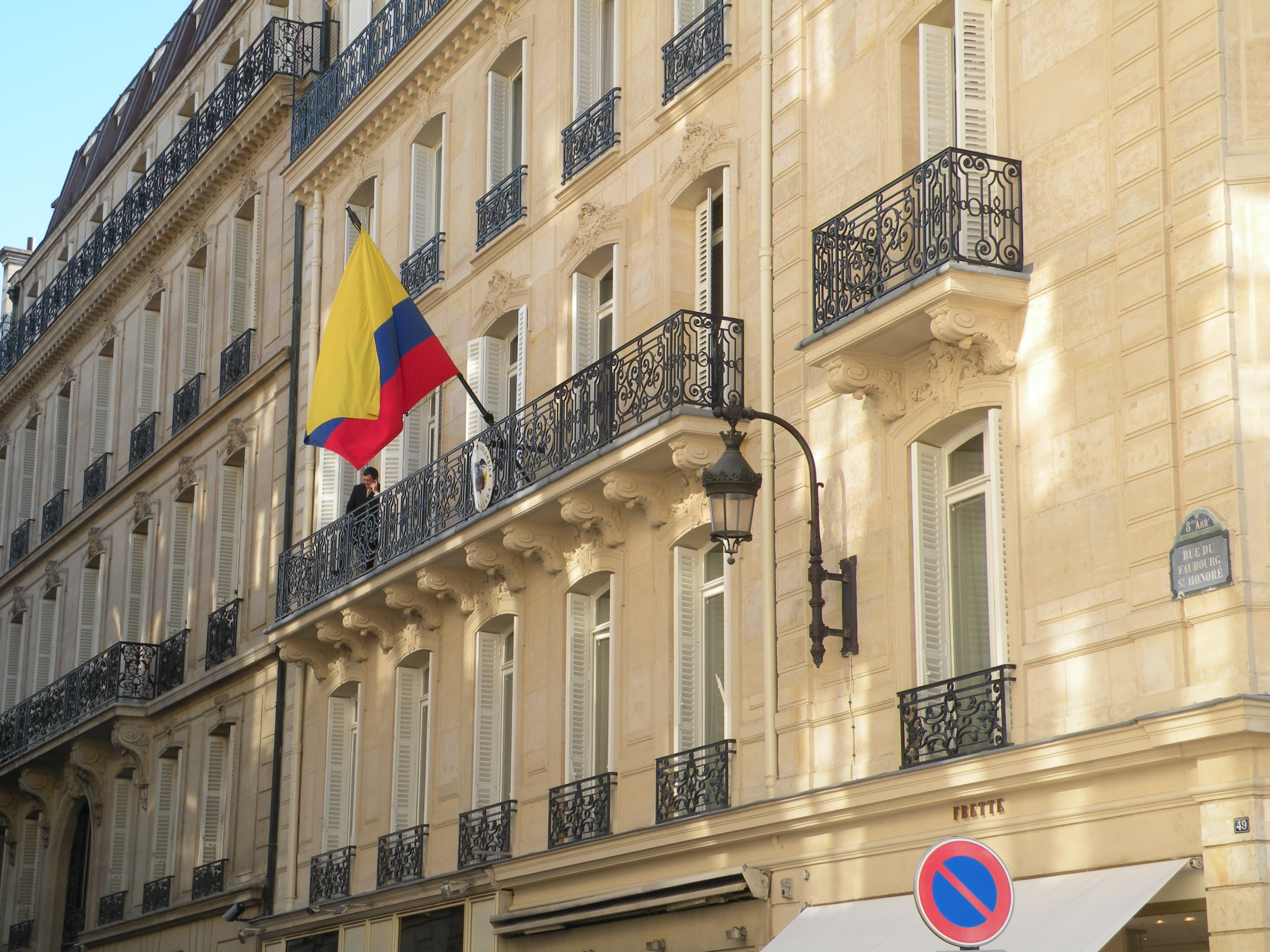
سفارت کلمبیا در پاریس

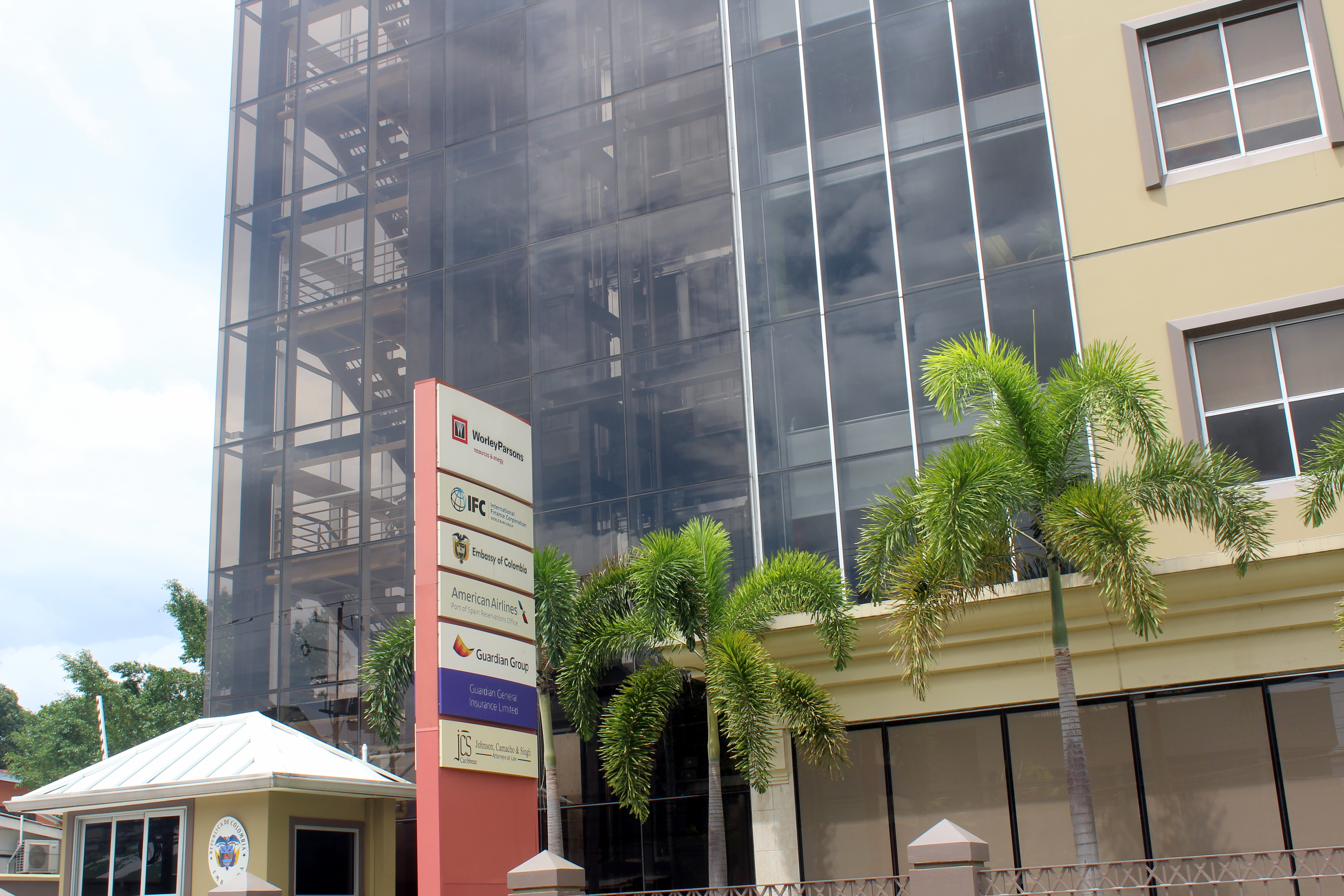
سفارت کلمبیا در پرت آو اسپاین

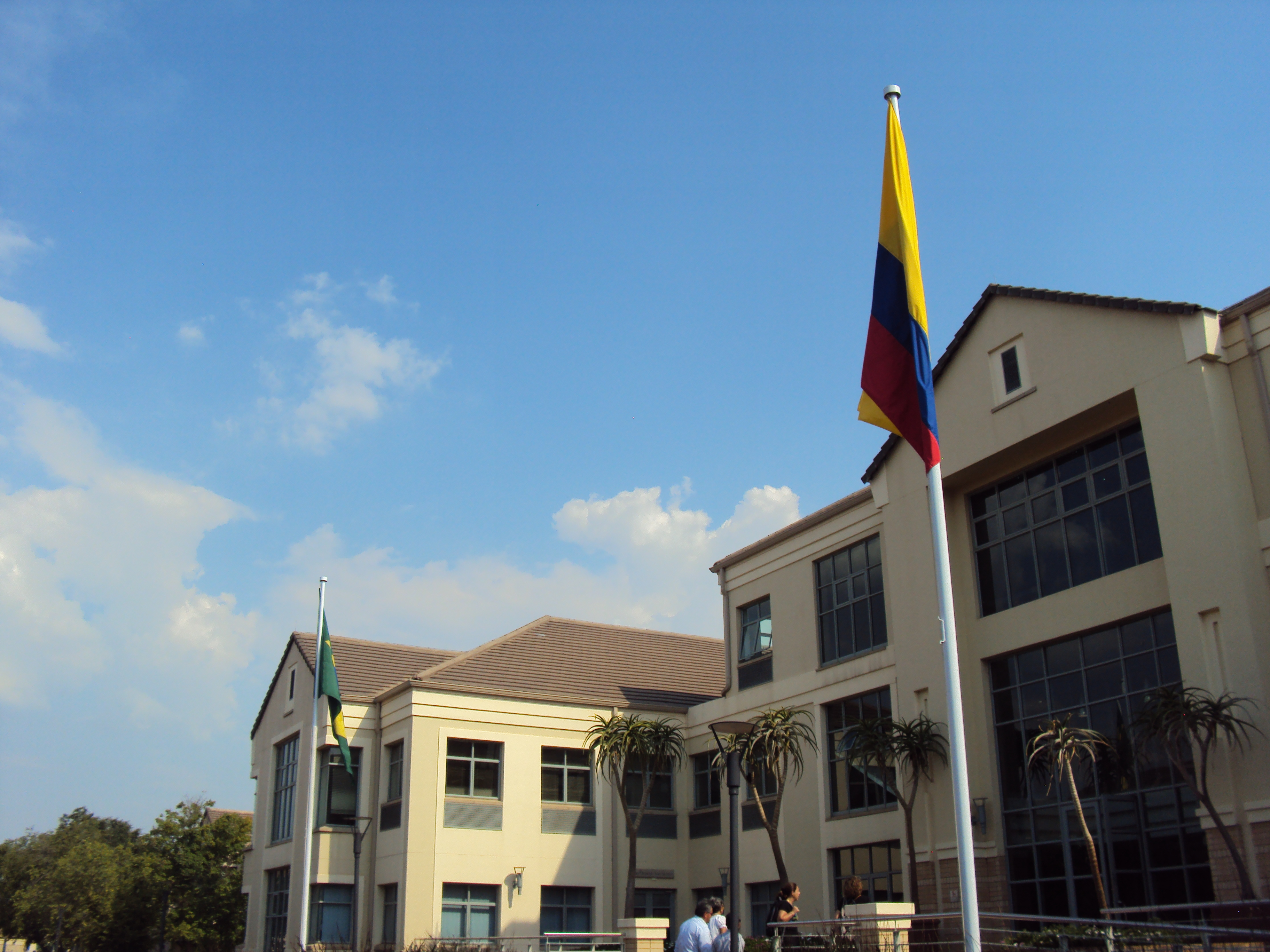
سفارت کلمبیا در پرتوریا

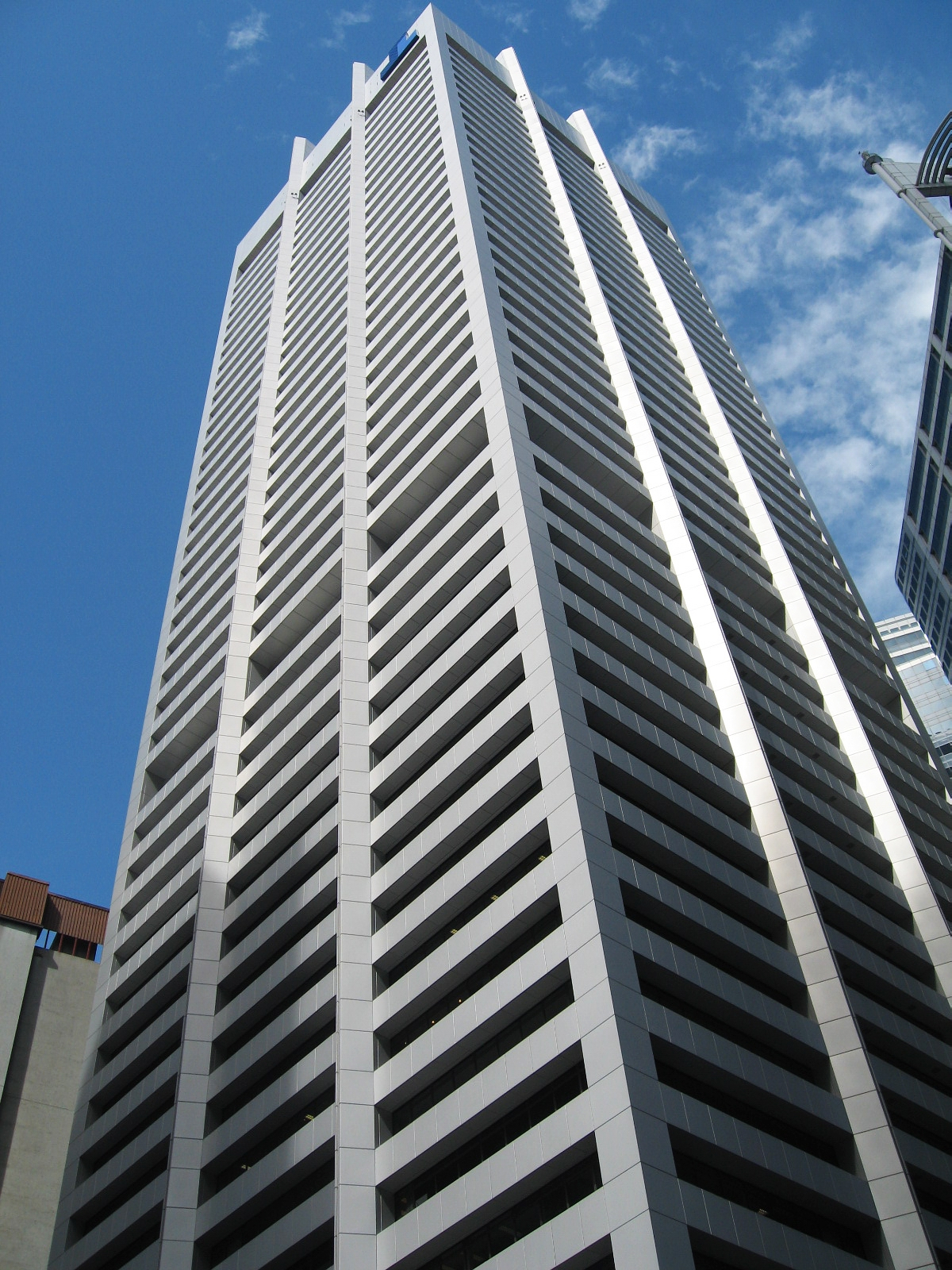
سفارت کلمبیا در سنگاپور در طبقه ۳۰ از ساختمان اداری در سنگاپور زمین برج.

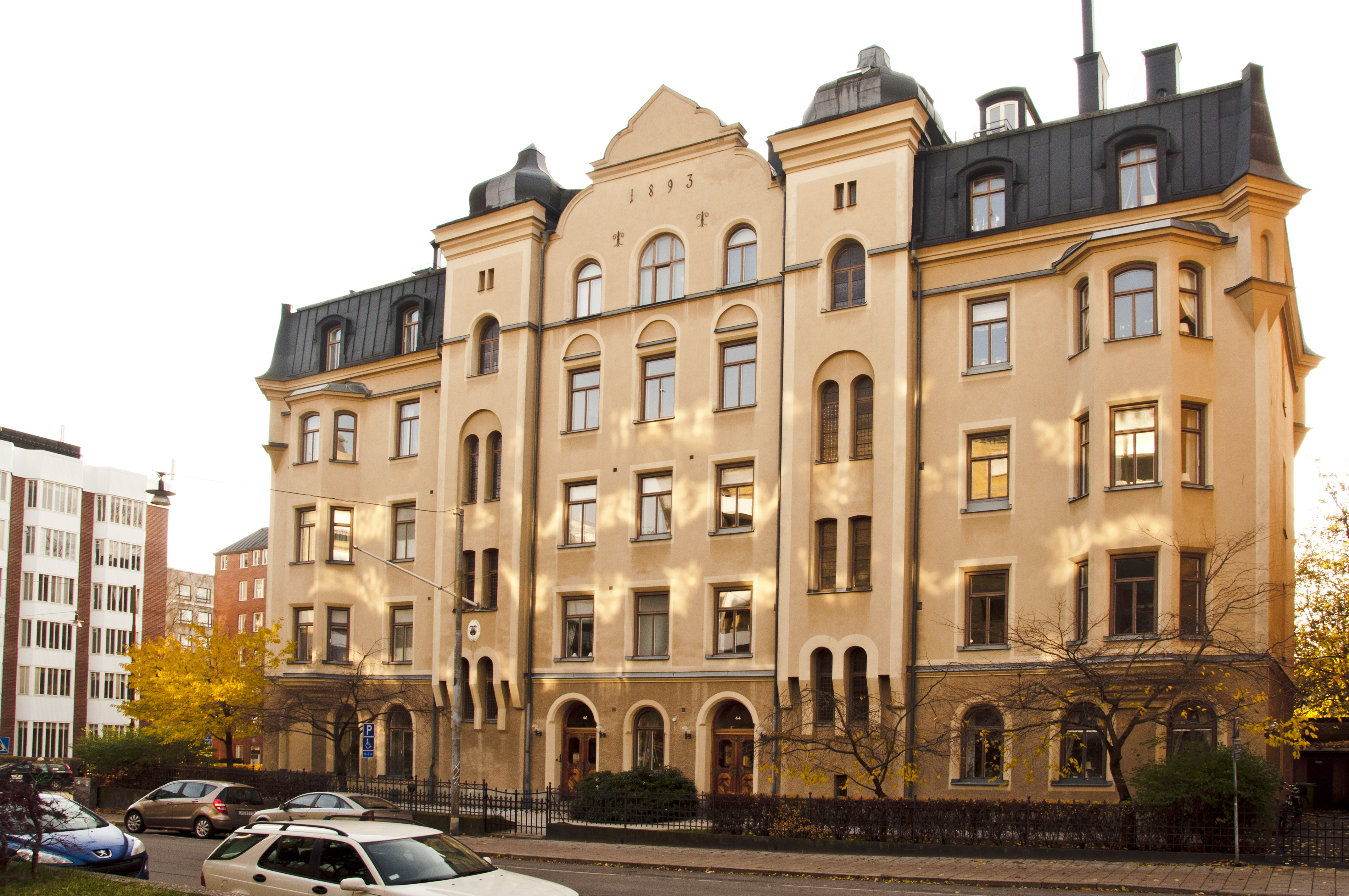
سفارت کلمبیا در استکهلم

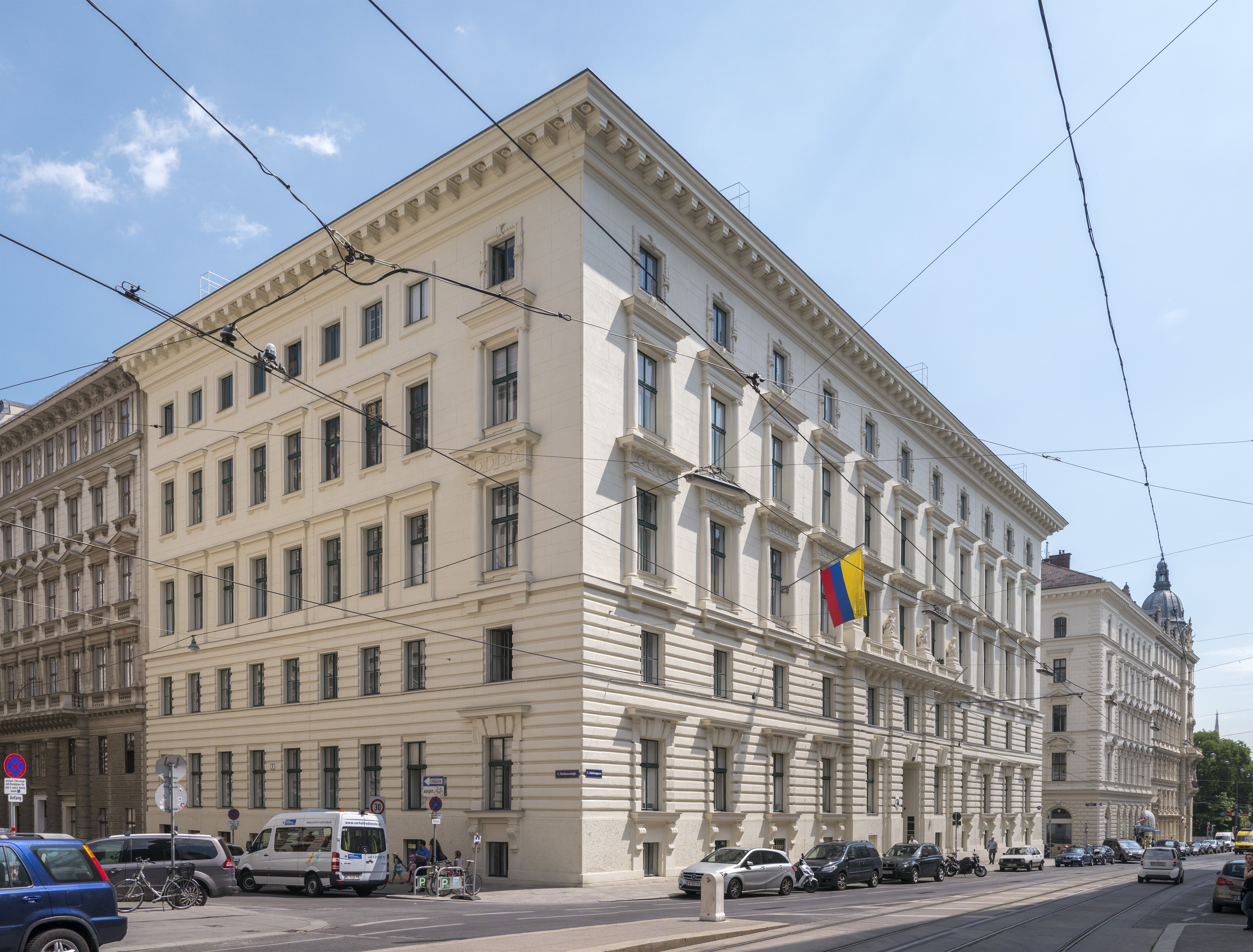
سفارت کلمبیا در وین

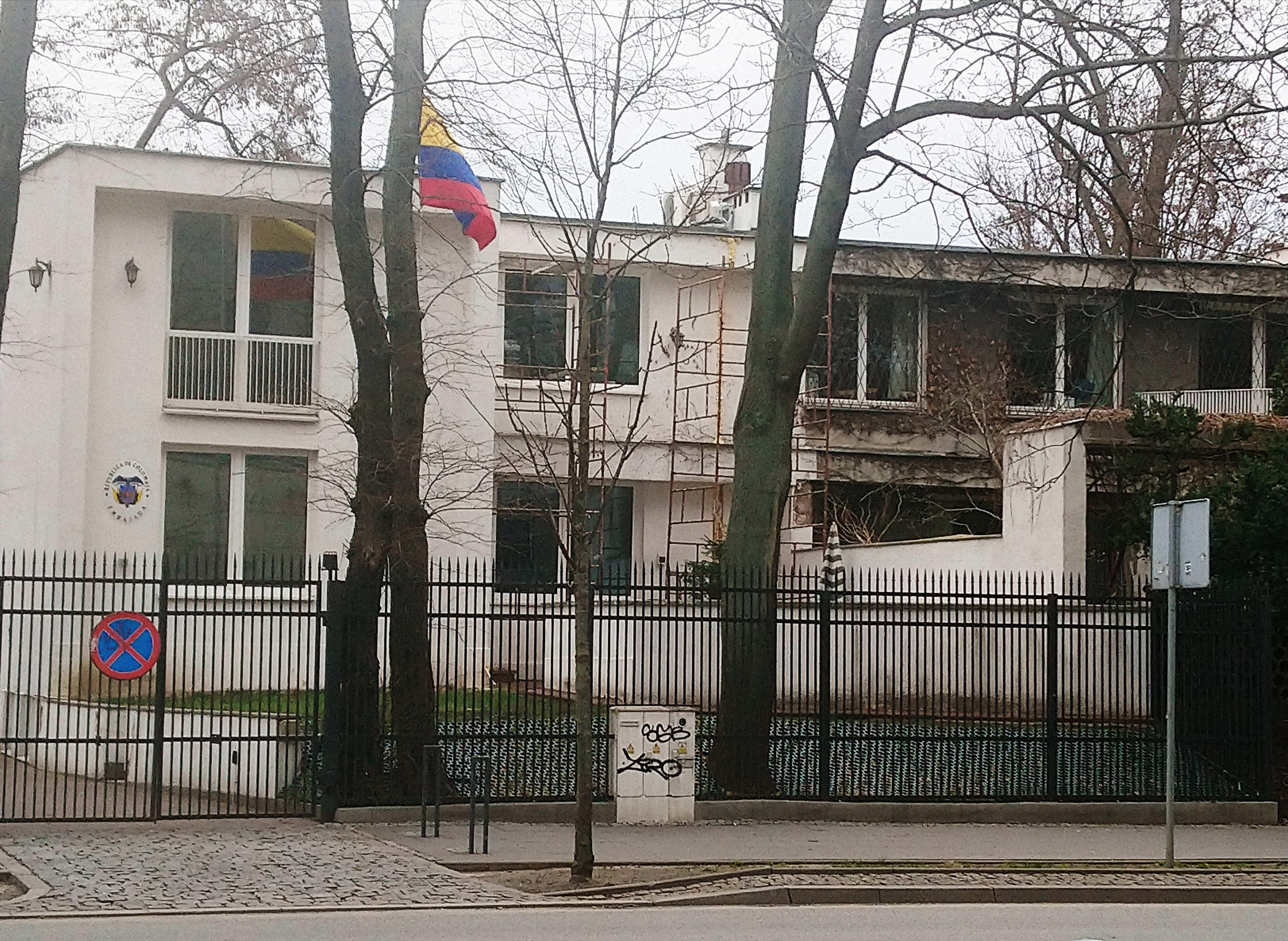
سفارت کلمبیا در ورشو

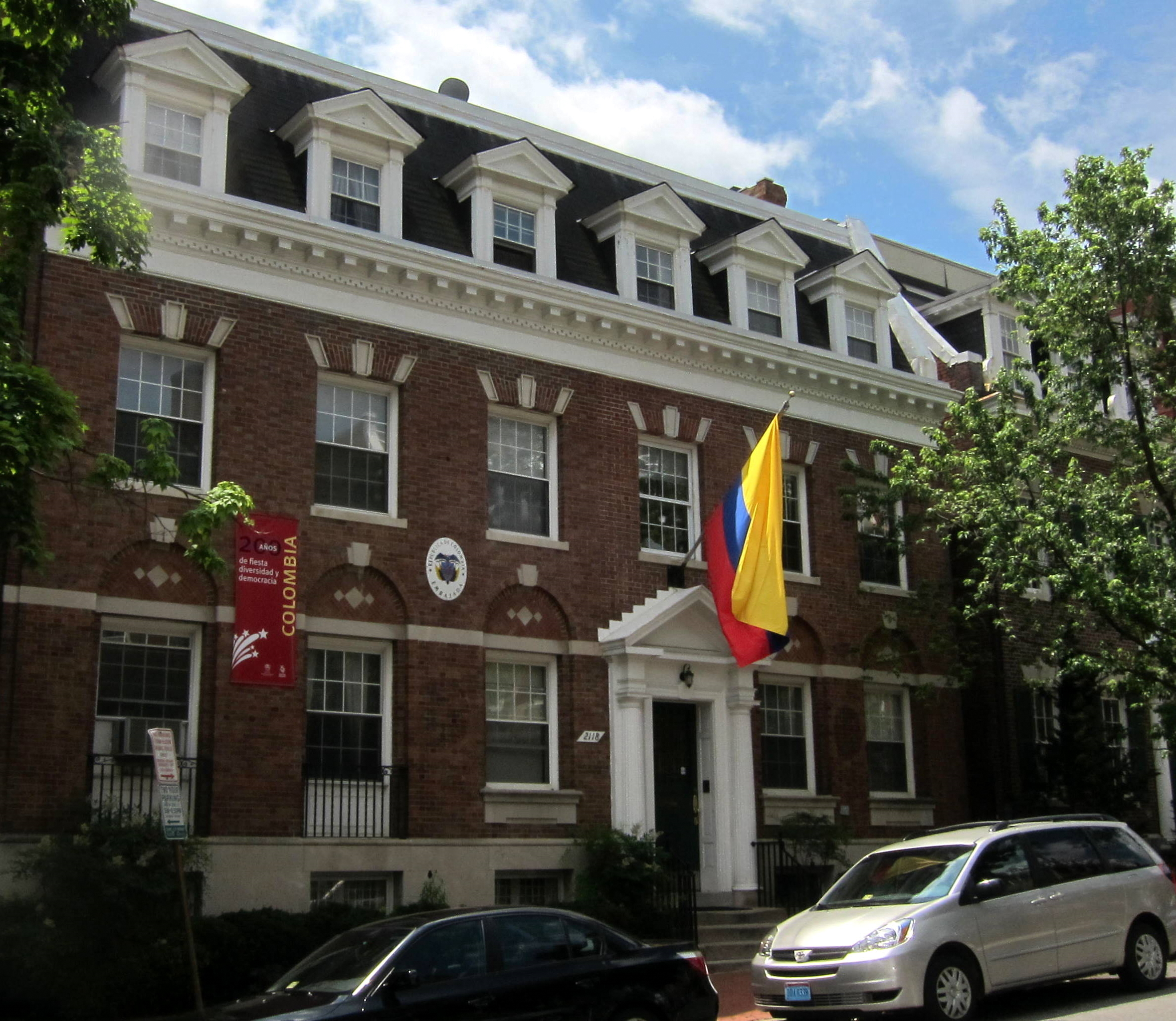
ساختمان سابق سفارت کلمبیا در واشینگتن ،

- الجزایر
  - الجزیره (سفارت)
- مصر
  - قاهره (سفارت)
- غنا
  - آکرا (سفارت)
- کنیا
  - نایروبی (سفارت)
- مراکش
  - رباط (سفارت)
- آفریقای جنوبی
  - پرتوریا (سفارت)

## آمریکا
- آرژانتین
  - بوئنوس آیرس (سفارت)
- بولیوی
  - لاپاز (سفارت)
- برزیل
  - برازیلیا (سفارت)
  - مانائوس (سرکنسولگری)
  - سائو پائولو (سرکنسولگری)
  - تاباتینگا (کنسولگری)
- کانادا
  - اتاوا (سفارت)
  - کلگری (سرکنسولگری)
  - مونترآل (سرکنسولگری)
  - تورنتو (سرکنسولگری)
  - ونکوور (سرکنسولگری)
- شیلی
  - سانتیاگو (سفارت)
  - آنتوفاگاستا (سرکنسولگری)
- کاستاریکا
  - سان خوزه (سفارت)
- کوبا
  - هاوانا (سفارت)
- جمهوری دومینیکن
  - سانتو دومینگو (سفارت)
- اکوادور
  - کیتو (سفارت)
  - گوایاکیول (کنسولگری)
  - Esmeraldas (کنسولگری)
  - Nueva Loja (کنسولگری)
  - Santo Domingo de los Colorados (کنسولگری)
  - تولکان (کنسولگری)
- السالوادور
  - سان سالوادور (سفارت)
- گواتمالا
  - گواتمالاسیتی (سفارت)
- هندوراس
  - تگوسیگالپا (سفارت)
- جامائیکا
  - کینگستون (سفارت)
- مکزیک
  - مکزیکو سیتی (سفارت)
  - گوادالاخارا (کنسولگری)
- نیکاراگوئه
  - ماناگوئه (سفارت)
- پاناما
  - پاناماسیتی (سفارت)
  - Colón (کنسولگری)
  - Puerto Obaldía (کنسولگری)
- پاراگوئه
  - آسونسیون (سفارت)
- پرو
  - لیما (سفارت)
  - ایکیتوس (کنسولگری)
- ترینیداد و توباگو
  - پرت آو اسپاین (سفارت)
- ایالات متحده آمریکا
  - واشینگتن دی سی (سفارت)
  - آتلانتا (سرکنسولگری)
  - بوستون (سرکنسولگری)
  - شیکاگو (سرکنسولگری)
  - هوستون (سرکنسولگری)
  - لس آنجلس (سرکنسولگری)
  - میامی (سرکنسولگری)
  - نیوآرک (سرکنسولگری)
  - نیویورک (سرکنسولگری)
  - اورلندو (سرکنسولگری)
  - سان فرانسیسکو (سرکنسولگری)
  - سان خوآن (سرکنسولگری)
- اروگوئه
  - مونته ویدئو (سفارت)
- ونزوئلا
  - کاراکاس (سفارت)
  - ماراکایبو (سرکنسولگری)
  - والنسیا (سرکنسولگری)
  - ایالت آپوره (کنسولگری)
  - باریناس (کنسولگری)
  - بارکیسیمتو (کنسولگری)
  - Machiques (کنسولگری)
  - مریدا (کنسولگری)
  - Puerto Ayacucho (کنسولگری)
  - Puerto La Cruz (کنسولگری)
  - Puerto Ordaz  (کنسولگری)
  - San Antonio del Tachira (کنسولگری)
  - San Carlos de Zulia (کنسولگری)
  - San Cristóbal (کنسولگری)
  - San Fernando de Atabapo (کنسولگری)

## آسیا
- جمهوری آذربایجان
  - باکو (سفارت)
- چین
  - پکن (سفارت)
  - گوانگ‌ژو (سرکنسولگری)
  - هنگ کنگ (سرکنسولگری)
  - شانگهای (سرکنسولگری)
- هند
  - دهلی نو (سفارت)
- اندونزی
  - جاکارتا (سفارت)
- اسرائیل
  - تل‌آویو (سفارت)
- ژاپن
  - توکیو (سفارت)
- کره جنوبی
  - سئول (سفارت)
- لبنان
  - بیروت (سفارت)
- مالزی
  - کوالا لامپور (سفارت)
- سنگاپور
  - سنگاپور (سفارت)
- تایلند
  - بانکوک (سفارت)
- ترکیه
  - آنکارا (سفارت)
- امارات متحده عربی
  - ابوظبی (سفارت)
- ویتنام
  - هانوی (سفارت)

## اروپا
- اتریش
  - وین (سفارت)
- بلژیک
  - بروکسل (سفارت)
- فنلاند
  - هلسینکی (سفارت)
- فرانسه
  - پاریس (سفارت)
- آلمان
  - برلین (سفارت)
  - فرانکفورت (سرکنسولگری)
- سریر مقدس
  - رم (سفارت)
- ایتالیا
  - رم (سفارت)
  - میلان (سرکنسولگری)
- هلند
  - لاهه (سفارت)
  - آمستردام (سرکنسولگری)
  - اورنجستاد (سرکنسولگری)
  - ویلمستاد (کنسولگری)
- نروژ
  - اسلو (سفارت)
- لهستان
  - ورشو (سفارت)
- پرتغال
  - لیسبون (سفارت)
- روسیه
  - مسکو (سفارت)
- اسپانیا
  - مادرید (سفارت)
  - بارسلونا (سرکنسولگری)
  - بیلبائو (سرکنسولگری)
  - لاس پالماس (سرکنسولگری)
  - پالما ده مایورکا (سرکنسولگری)
  - سویا (سرکنسولگری)
  - والنسیا (سرکنسولگری)
- سوئد
  - استکهلم (سفارت)
- سوئیس
  - برن (سفارت)
- بریتانیا
  - لندن (سفارت)

## اقیانوسیه
- استرالیا
  - کانبرا (سفارت)
  - سیدنی (کنسولگری)
- نیوزیلند
  - آوکلند (سرکنسولگری)

## سازمانهای چندجانبه
- بروکسل (مأموریت به اتحادیه اروپا)
- ژنو (مأموریت دائمی به سازمان ملل متحد و دیگر سازمان‌های بین‌المللی)
- مونته ویدئو (مأموریت دائمی به ALADI و مرکوسور)
- نایروبی (مأموریت دائمی به سازمان ملل متحد و دیگر سازمان‌های بین‌المللی)
- نیویورک (مأموریت دائمی به سازمان ملل متحد)
- پاریس (مأموریت دائمی به یونسکو)
- رم (مأموریت دائمی به فائو)
- واشینگتن، دی.سی. (مأموریت دائمی به سازمان کشورهای آمریکایی)